# Hans Teubner
Hans Teubner (* 25. April 1902 in Aue; † 11. September 1992 in Berlin; Pseudonyme: Ernst Rohde, Bernhard Heimann) war ein deutscher Kommunist, Widerstandskämpfer und Hochschullehrer.

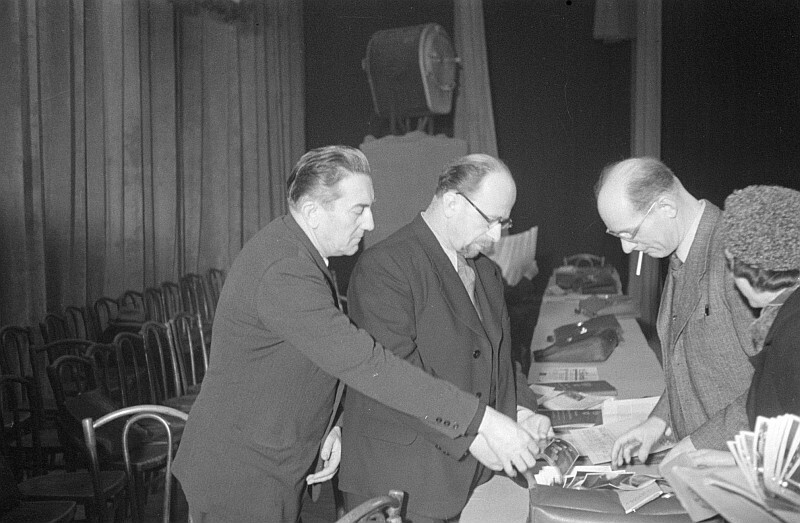
Hans Teubner (Zweiter von rechts) auf dem ersten FDGB-Kongress 1946

## Leben
Hans Teubners Vater war der Bergarbeiter und Metallarbeiter Emil Teubner, der später durch seine Holzschnitzkünste als Bildhauer bekannt wurde, seine Mutter war als Textil- und Heimarbeiterin tätig. In den Jahren 1908 bis 1916 besuchte er die Volksschule in Aue und absolvierte anschließend eine kunst- und textilgewerbliche Zeichenschule in Schneeberg, um Glasmaler zu werden. In den Jahren 1919 bis 1924 arbeitete er mit Gelegenheitsjobs auch bei der Bahnpost in Chemnitz und Leipzig.
1919 trat er der KPD bei und wurde Mitbegründer des KJVD im Erzgebirge. 1922/23 war er Stadtverordneter, ab 1920 schrieb er regelmäßig für die Zeitung Kämpfer in Chemnitz, 1924 wurde er deren Redakteur. Im Jahr 1923 organisierte er zusammen mit dem KPD-Landtagsabgeordneten Ernst Schneller die Proletarischen Hundertschaften. Wegen politischer Verfolgungen durch die Justizbehörden musste er zeitweise unter dem Decknamen Ernst Rohde leben und wechselte zur KPD-Zeitung Freiheit nach Düsseldorf, wo er 1927 kurzzeitig inhaftiert wurde. Er ging danach nach Berlin, wo er in der KPD-Zentrale arbeitete, bis er zu einem Studium an der Internationalen Lenin-Schule der Komintern nach Moskau delegiert wurde. Nach Abschluss des Studiums wurde er von der Komintern-Zentrale nach Rumänien geschickt, um deren politische Richtlinien auch in der rumänischen KP durchzusetzen.
Nach seiner Rückkehr im Jahr 1930 leitete er ein Nachrichtenbüro der Komintern in Berlin und war 1931 einige Monate Leiter des KPD-Unterbezirks Nordwest, bis er in die Reichsleitung der Revolutionären Gewerkschafts-Opposition (RGO) gewählt wurde. 1932 war er auch im organisatorischen Apparat der Roten Gewerkschafts-Internationalen (RGI) in Bulgarien, in der Türkei und in Griechenland tätig und wurde Redakteur des RGI-Zentralorgans Internationale Gewerkschaftspresse-Korrespondenz. Im März 1933 wurde das Westeuropa-Sekretariat nach Kopenhagen evakuiert, wo sich auch Hans Teubner aufhielt, bis er im Oktober 1933 zur Organisierung der gewerkschaftlichen Untergrundbewegung nach Berlin zurückgeschickt wurde, wo er nach wenigen Wochen verhaftet wurde. Der 2. Senat des Volksgerichtshofes verurteilte ihn wegen „Vorbereitung zum Hochverrat“ zu einer 18-monatigen Zuchthausstrafe, die er in Luckau absaß. 1936 emigrierte er in die Tschechoslowakei. Im Januar 1937 wechselte er seinen Emigrationsort, um von Amsterdam aus zusammen mit Erich Gentsch und Paul Bertz die Abschnittsleitung der KPD zu organisieren.
Ab August 1937 war er einer der beiden Redakteure des Deutschen Freiheitssender 29,8 in Spanien. und außerdem für die Internationalen Brigaden in Spanien als Offiziersausbilder in Benicasim tätig. Nach der Niederlage der Spanischen Republik flüchtete Teubner nach Paris.
Ab März 1939 wurde er Leiter der KPD-Abschnittsleitung Süd in der Schweiz. Durch die Vermittlung von Wolfgang Langhoff erhielt er ab Ostern 1939 auch Kontakt zu den Widerstandskreisen der Roten Kapelle in Berlin um Harro Schulze-Boysen, Kurt Schumacher, Walter Küchenmeister und Elfriede Paul, deren Informationen er an die Komintern und die GRU-Zentrale weiterleitete.
Im Jahr 1940 wurde er von Schweizer Behörden als unerwünschter Flüchtling interniert und zu einer Zuchthausstrafe verurteilt, die er in Regensdorf und St. Gallen absaß. Im Dezember 1940 kam er in das Sonderlager Malvaglia. Ab Dezember 1941 wurde er im Lager Gordola interniert. Er arbeitete für die Bewegung „Freies Deutschland“ in der Schweiz und hatte Kontakt mit dem Unitarian Service Committee unter Noel H. Field.
Im Mai 1945 kehrte er zusammen mit Bruno Fuhrmann „illegal“ nach Deutschland zurück und wurde wieder für die KPD journalistisch als Chefredakteur der Deutschen Volkszeitung tätig. Im April 1946 wurde Teubner Mitglied der SED. Der Vereinigungsparteitag für das Land Sachsen fand am 7. April 1946 im Kurhaus Dresden-Bühlau statt. Die Vereinigung der beiden Arbeiterparteien hatte auch Folgen für die – aus der Zusammenführung der Sächsischen Volkszeitung (KPD) und der Volksstimme (SPD) – neu entstandene Sächsische Zeitung. Neben Teubner fungierte paritätisch der ehemalige Sozialdemokrat Kurt Gentz (1901–1980) als deren Chefredakteur. Von 1947 bis 1950 war Teubner Leiter der Lehrabteilung an der Parteihochschule „Karl Marx“ der SED in Kleinmachnow.

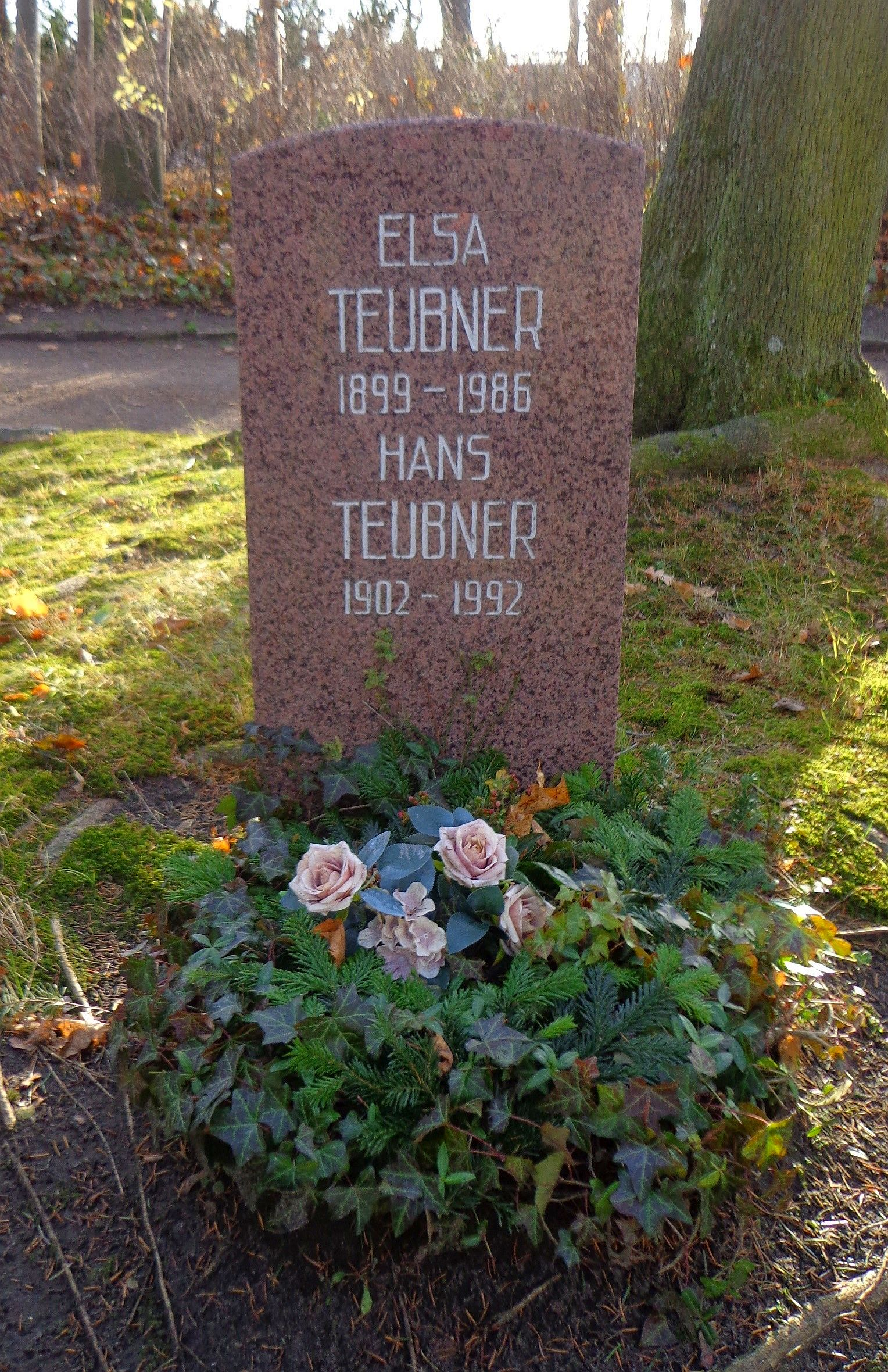
Grabstätte

Am 24. August 1950 wurde er wegen angeblicher Unterstützung des Klassenfeindes (als Folge der Noel-Field-Kampagne) sämtlicher Funktionen enthoben. Ähnlich vieler anderer Westemigranten war er in Konflikt mit der Zentralen Parteikontrollkommission der SED geraten. Ihm wurde vorgeworfen, ein zionistisch-imperialistischer Agent zu sein  und von allen Parteifunktionen entbunden. Von September 1950 bis Mai 1952 war er als Statistiker im VEB Bunt- und Samtweberei in Seifhennersdorf tätig; anschließend wurde er Dozent für Gesellschaftswissenschaften an der Fachschule für Energie in Zittau. Im Jahr 1956 rehabilitiert, wurde er Hochschullehrer, Prodekan der Fakultät für Journalistik an der Karl-Marx-Universität Leipzig und Professor für Theorie und Praxis der Pressearbeit sowie Direktor des Instituts für Theo/Prax. Von 1959 bis 1963 war er Chefredakteur der Leipziger Volkszeitung und Mitglied der SED-Bezirksleitung Leipzig. Danach wurde er Mitarbeiter am Institut für Marxismus-Leninismus beim ZK der SED.
Teubner erhielt im Laufe seiner Karriere eine Reihe von Orden und staatlichen Auszeichnungen der DDR und anderer sozialistischer Staaten, darunter den Vaterländischen Verdienstorden in Gold mit Ehrenspange, das Banner der Arbeit, die Ehrennadel der Gesellschaft für Deutsch-Sowjetische Freundschaft in Gold und die Georgi-Dimitroff-Medaille. Die Stadt Aue erklärte ihn zum Ehrenbürger.
Teubners Urne wurde in der Grabanlage Pergolenweg des Berliner Zentralfriedhofs Friedrichsfelde beigesetzt.

## Schriften (Auswahl)
- Wenn wir die Macht haben. Betrieb und Gewerkschaft, Berlin 1931.
- Wer kommandiert die NSDAP? Betrieb und Gewerkschaft, Berlin 1932.
- Tatsachen und Argumente zum Programm der SPD. Gera 1957.
- Der Kampf der deutschen Kommunisten und die Bewegung „Freies Deutschland“ in der Schweiz. Institut für Marxismus-Leninismus beim ZK der SED, Berlin 1972 (Dissertation A).
- Exilland Schweiz. Dokumentarischer Bericht über den Kampf emigrierter deutscher Kommunisten 1933–1945. Dietz, Berlin 1975.